# Odysseus' Gambit
Odysseus' Gambit és una pel·lícula documental del 2011, dirigida per Àlex Lora i Cercós, sobre un immigrant cambodjà sensesostre que manté com a mitjà de vida i de salut jugar als escacs al cor de Manhattan. La pel·lícula va ser nominada al premi al millor curtmetratge del Festival de Cinema de Sundance de 2012, entre d'altres premis.

## Sinopsi
Saravuth Inn és un home carismàtic que viu a la plaça de la Unió de Nova York. Allà, aquest estatunidenc d'origen cambotjà juga a escacs amb la gent; els perdedors li paguen cinc dòlars, cosa que li permet de sobreviure un altre dia. El gambit és un tipus d'obertura d'escacs en la qual se sacrifica un peó amb l'objectiu d'aconseguir un avantatge estratègic, heus aquí la metàfora del sacrifici diari amb l'esperança d'assolir una posició millor al tauler de la vida. Al voltant de Saravuth s'ha format una comunitat caritativa. De vegades, els companys jugadors li porten menjar o begudes calentes. Tocar la guitarra també li fa la vida més suportable als carrers.

## Recepció
La pel·lícula va participar en més de 70 festivals de cinema i va rebre múltiples premis, inclòs el prestigiós Drac d'or al millor curtmetratge al 52è Festival de Cinema de Cracòvia i el premi al millor documental al 29è Festival Internacional de Curtmetratges de Teheran. Un altre certamen en el qual la pel·lícula va resultar vencedora va ser a la secció oficial de curtmetratges del 21è Festival de Cine de Madrid, celebrat l'any 2012. També fou nominada al millor curtmetratge dels Premis Gaudí de 2012.